# Murcott (tangor)
Hybride
Parent A de l'hybridation 
  Citrus sinensis 
×

Parent  B de l'hybridation 
  Citrus réticulata 
Classification phylogénétique
'Murcott' est un tangor présumé hybride spontané F1 d'orange douce et de mandarine toutes deux indéterminées. Le fruit est largement cultivé au Brésil et est toujours apprécié comme une des mandarines hybrides les plus tardives avec 'Fortune ' et 'Ortanique'. Son gout est sucré. Le nom désigne plusieurs cultivars, dont 'Murcott Afourer'.

## Dénomination
Le nom proviendrait d'un pépiniériste de Bayview (Floride), Charles Murcott Smith à l'origine de la diffusion du cultivar en 1922. 'Smith' a longtemps été utilisé.

### 'Murcott Honey' et 'W. Murcott'
'Murcott' ou 'Murcott Honey' ou 'Honey' obtention du Département américain de l’Agriculture en Floride au début des années 1900 est nommée mandarine Murcott. En japonais (introduite au Japon en 1965) マーコット (Mākotto). La marque australienne Royal Honey Murcott s'applique à cette mandarine dans une version asperme facile à peler, dont le niveau de sucre peut atteindre 20 ° brix avec un taux d'acidité très bas.
Elle est différente de 'W. Murcott' aussi appelé 'W. Murcott Afourer' ou 'Afourer' - obtention californienne datant de 1993 (marocaine selon d'autres sources), et considérée comme synonyme des cultivars 'Nadorcott'. En japonais ダブルマーコット (Daburu mākotto) double Murcott. 'Délite' est un cultivar sans pépins de 'W. Murcott' obtenue par Tom Mulholland, 'Tango' en est un autre également sans pépins.

## Histoire
La pépinière de Miami du ministère de l'Agriculture reçoit la plante vers 1916, l'origine n'est pas documentée. Elle est multipliée et commercialisée sous le nom de 'Honey Murcott'. Le Bulletin du Deptartement de l'Agriculture de Floride écrit en 1937 «Smith ou Murcott est une mandarine très sucrée qui mûrit après 'Dancy' et en cas de succès prolongera considérablement la saison de ce type de fruit». En 1944, elle est lancée dans le commerce sous le nom de mandarine Smith. La production devient significative dans les années 1960.
Le succès de Murcott correspond aux marchés des agrumes à gout sucré. Elle est introduite au Maroc depuis la Californie en 1985. Elle est à la même époque une des 3 variétés importantes de mandarine avec 'Cravo' et 'Dancy', cultivée au Brésil. En 1988, un tétraploïde (sans pépins) est mentionné en Australie où elle est principalement cultivées dans le Queensland. Les producteurs australiens l'introduisent en Chine en 2018 où elle correspond au gout des consommateurs, en 2020 elles sont mentionnées dans les exportations chinoises avec un taux de sucre de 14 à 15 %. Murcott est l'une des principales variétés de mandarines exportées par l'Égypte (2021).

Elle a été cultivée de 1980 à 2010 au Japon (préfectures de Kumamoto et d'Okinawa), il ne restait que 2 ha plantés en 2020, les obtenteurs japonais sont parvenus à commercialiser des agrumes très sucrés à texture gélatineuse qui se substituent à Murcott. 

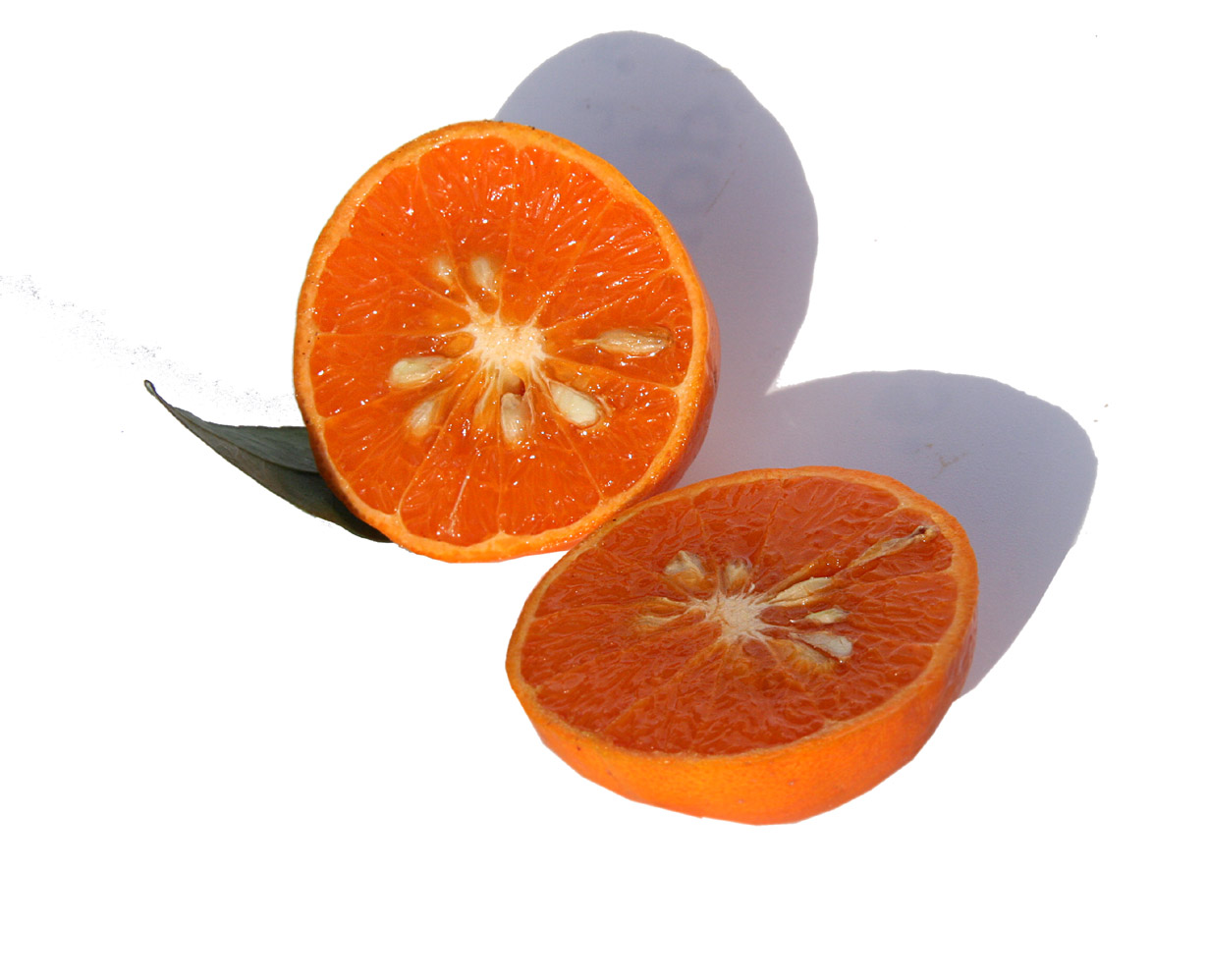
Peau fine et présence de pépins.

## Description
L'arbre, de vigueur moyenne, est sensible à l'alternance biennale qui engendre (sauf éclaircissage) une taille irrégulière du fruit. Le fruit est de maturité tardive (mars-avril). Sa taille est moyenne, peu côtelé, le peau fine est difficile à peler. Les graines sont nombreuses. Murcott est sensible au froid en comparaison des autres mandariniers et J. Cassin (1963) signale Murcott atteinte par la xyloporose-cachexie.

### Afourer
W. Murcott Afourer ressemble à une petite murcott. Le fruit est habituellement aplati avec une peau fine et lisse. Il contient quelques graines en l'absence de pollinisation croisée, la pollinisation croisée engendre de nombreuses graines. La pulpe orange lumineux est juteuse et sucrée. La maturité est février à fin mars.

### Phylogénie
G. Albert Wu et al. (2014) écrivent «on pense que la mandarine W. Murcott est un semis zygotique fortuit du tangor Murcott, lui-même un hybride F1 présumé d'orange douce et d'une mandarine inconnues. Notre analyse de séquence est cohérente avec la relation présumée grand-parent-petit-enfant entre l'orange douce et W. Murcott». 

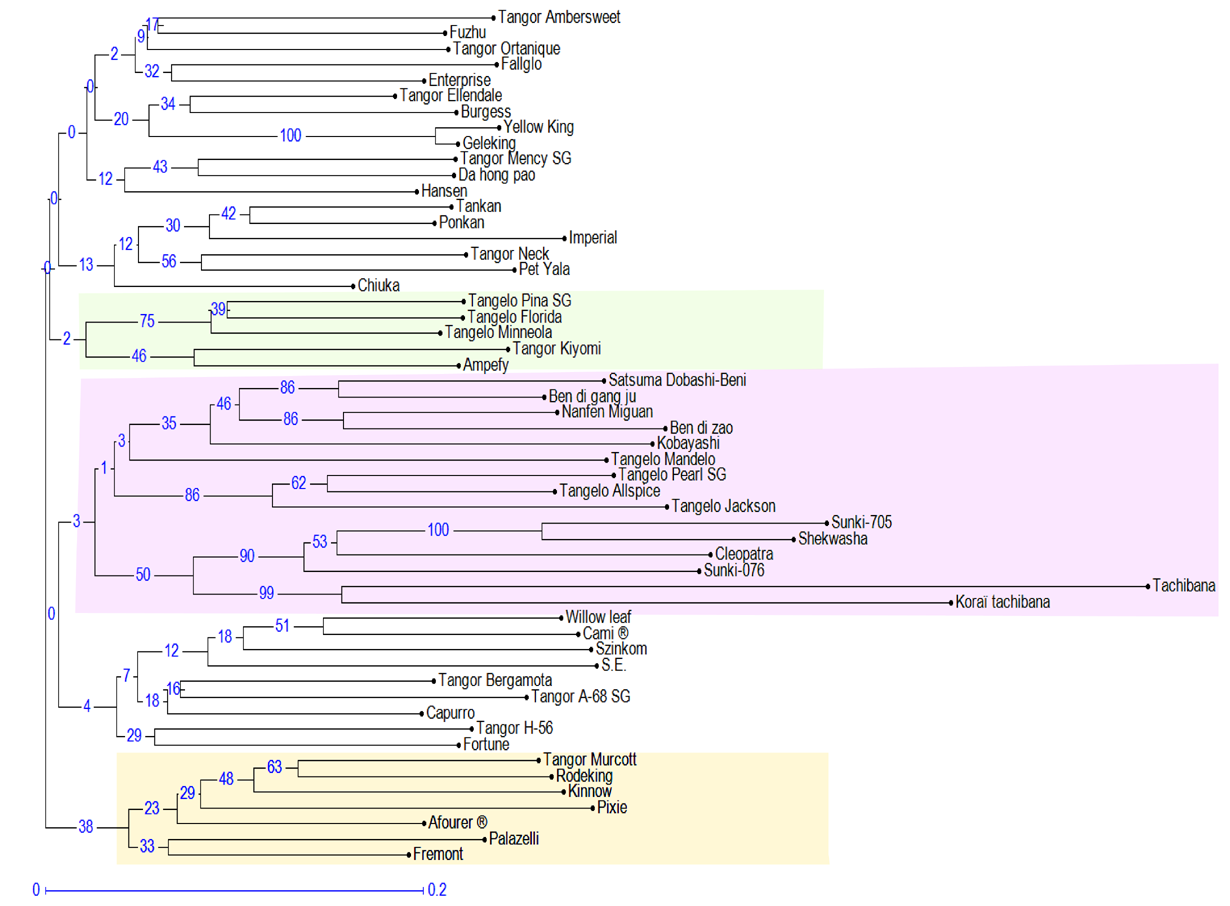
Arbre des relations génétiques entre 54 génotypes de mandarine (F. Luro - 2023): 'Murcott' dans le groupe 38 en jaune, 'Kiyomi' groupe 2 en vert et 'Shikuwasa' du côté japonais en mauve.

### Tangors, mandarines une grande famille
Murcott (WMM) partage 34 % de son génome avec l'orange douce. L'approche génomique tend à ne faire qu'une seule population les hybrides de mandarines: François Luro et al. (2023) identifient deux sous-groupes chez les mandarines et leurs proches: 
- le premier 'Murcott', 'Rodeking', 'Kinnow', 'Pixie', 'Afourer', 'Palazelli' et 'Fremont' avec un bootstrap de 40 % pour le nœud,
- le deuxième nettement plus hétérogène 'Cleopatra', 'Sunki', 'Shikuwasa', 'Tachibana' et 'Koraï Tachibana', avec 78 %. 'Sunki' et 'Shikuwasa' étant proches.

« 'Murcott' est considéré comme un tangor; cependant, sept marqueurs (loci) ont rejeté cette hypothèse car ils ne portaient aucun allèle commun avec le génotype orange».

### Descendance
Murcott a été largement utilisée par les hybrideurs et les obtenteurs. Au Japon croisée avec d'autres agrumes à floraison tardive, elle apporte un fort niveau de sucre:
- Murcott x Kuchinotsu n°37 donne Setoka,
- (tangor Kiyomi x mandarine Encore) x Murcott donne Reikō double hybride,

- Shiranui x Murcott donne Hinoyutaka obtenu en 1989, enregistré en 2003. Il s'agit d'un dekopon très sucré (13 ° brix)

Ailleurs dans le monde:

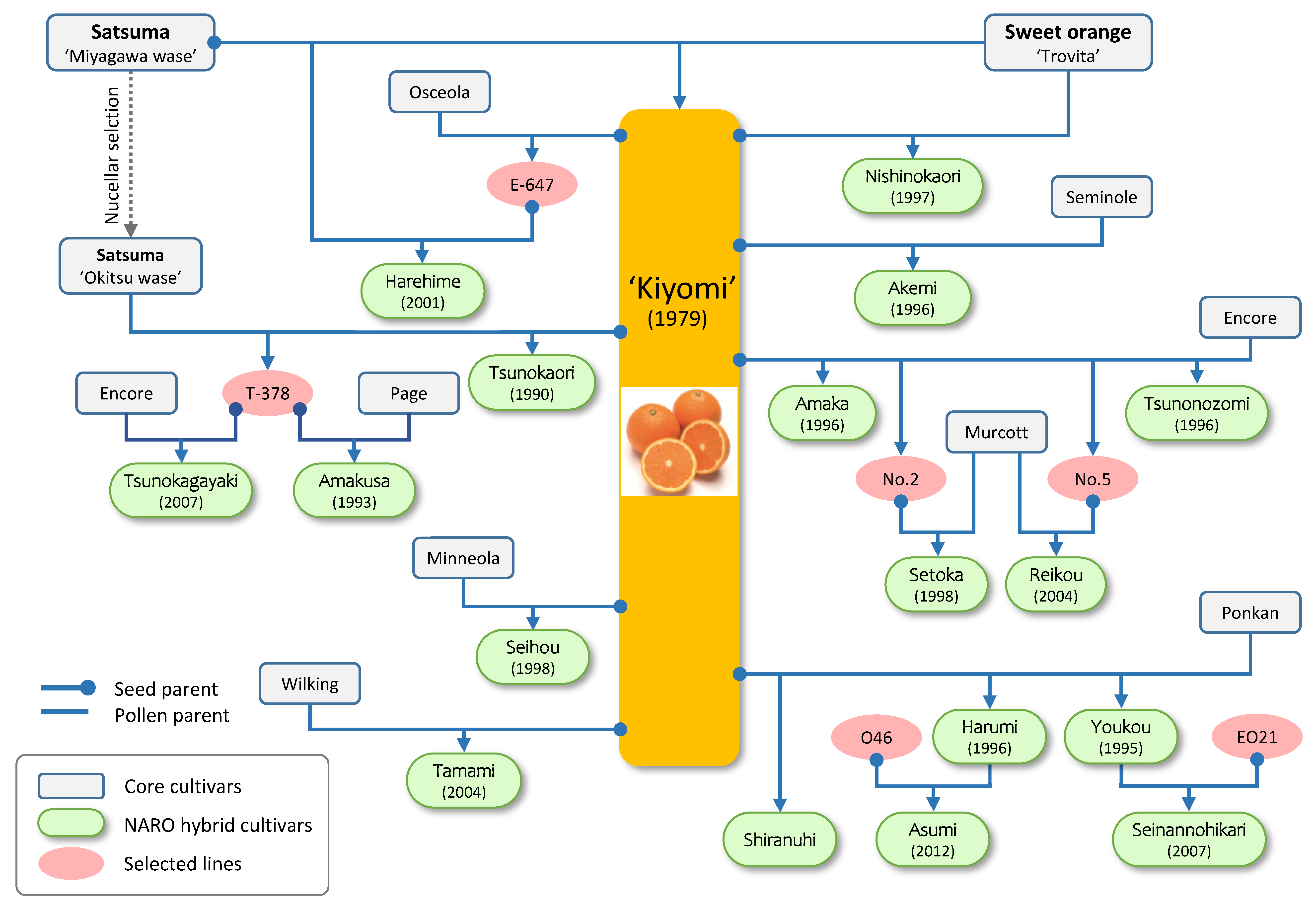
A droite Murcott donne Setoka et Reiko

- 'Furr' ou C54-4-4 est un croisement de 'Clementine' x Murcott. Le fruit a des graines, il n'est ni très sucré ni très tardif[23],
- La mandarine 'Leanri' est un croisement de 'Clementine' x Murcott sud-africain[24],
- Fortune/Murcott-Murcott-F1-2017 est un croisement avec une mandarine tardive 'Fortune'[25], réputé pour son parfum[26].
- La tangerine BRS 001 'Diamantina' ('Clementina x Murcott') présente de très bons résultats agronomiques l'État d'Amazonas au Brésil[27].

'Murcott' est mâle fertile et polyembryonnaire. L'utilisation fréquente et continue de Murcott dans les hybridations en vue de nouvelles obtentions ont amené Rafael Montalt et al. (2023) à faire une analyse des marqueurs SNP (Single nucléotide polymorphism) de 'Kiyomi' et 'Murcott' en vue de normaliser les techniques de marquage moléculaire de nos jours utilisées par les obtenteurs. Ils ont développé un marqueur SNP pour la polyembryonie chez 'Murcott' du gène impliqué dans l'apomixie des mandarines.

## Huile essentielle

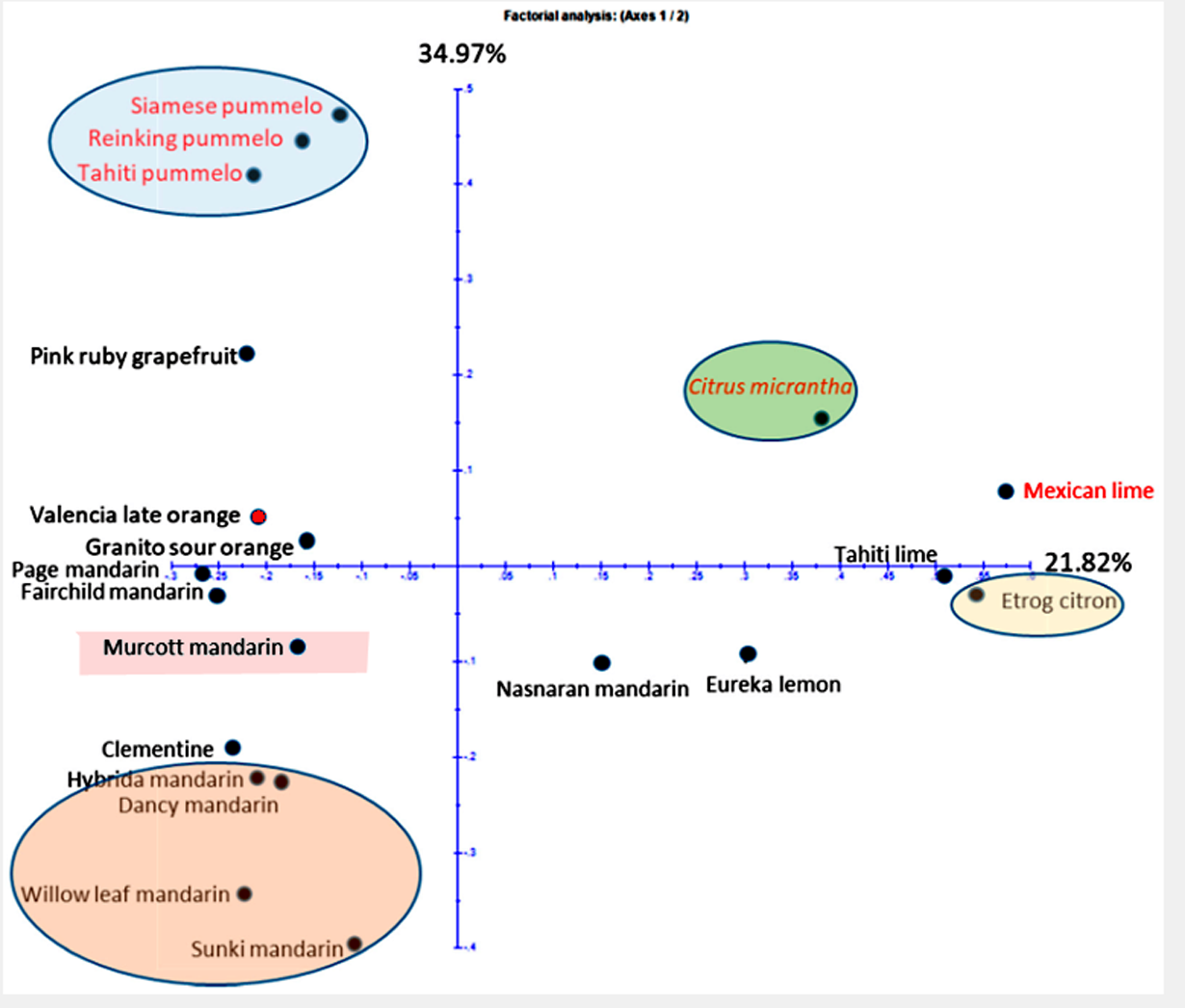
Dans cette analyse des distances génomiques (Fr. Luro et al. 2020) Murcott (rectangle rose) est à égale distance de l'orange douce (point rouge) Valencia et du pole mandarine.

### Huile essentielle de feuille (petit-grain)
Le rendement est faible. Le petit-grain de Murcott a pour principaux composants avec des écarts dus à la méthode d'extraction: le linalol (53 à 83 %) et le terpinène-4-ol (6 à 33 %), le sabinène (6 à 2,5 %) et le (E)-β-ocimène (2,2 %), suivent dans les pics du chromatograme γ-terpinène, α-terpineol et β-élemène. Une publication brésilienne (2020) donne le sabinène comme composé majeur (42 %) ce qui la rapproche des petit-grains d'orange douce.

### Huile essentielle du fruit
Le limonène est le constituant principal (94 %) et avec l'α-pinène (0,5 %) et le linalol (0,4 %), cette HE évoque l'orange douce. W. Feger et al. (2003) note aussi l'absence des composants caractéristiques de nombreuses huiles de mandarine (le γ-terpinène, le N-méthyl-méthylanthranilate ou le thymol) sans toutefois prêter confusion avec l'orange. Il la qualifient d'aldéhydée, fleurie, terpénique, fruitée et légèrement boisée et à mi chemin de l'orange et la mandarine (le nez humain perçoit bien le côté mandariné écrivent-ils).
Six flavones polyméthoxylées ont été identifiées dans cette HE, la tangerétine est la principale.